# Barrio la Cuesta, Jilotzingo
Barrio la Cuesta är en ort i Mexiko, tillhörande kommunen Jilotzingo i den västra delen av delstaten Mexiko. Orten hade 878 invånare vid folkräkningen 2010.